# Obszar ochrony ścisłej Klukowe Lęgi
Klukowe Lęgi – obszar ochrony ścisłej o powierzchni 835,21 ha, znajdujący się na obszarze Słowińskiego Parku Narodowego nad północno-zachodnim brzegiem jeziora Łebsko. Obszar jest położony na trasie wiosennych i jesiennych przelotów ptaków. Ochronie podlegają miejsca lęgowe i żerowiska batalionów, biegusów, brodźców, kaczek, mew i rybitw. Najbliższe miejscowości to Czołpino i Przybynin.